# Nguyễn Khoa Diệu Hồng
Nguyễn Khoa Diệu Hồng (1918 - 2003) là đại biểu Quốc hội Việt Nam khóa I.

## Thân thế
Bà Nguyễn Khoa Diệu Hồng sinh năm 1918 tại hương An Cựu kinh đô Huế trong một vọng tộc có cha là quan thượng thư gốc Quảng Nam.
Thuở nhỏ, bà học trường Nữ trung học Đồng Khánh, tham gia cuộc bãi khóa học sinh Huế năm 1927 rồi gia nhập Tân Việt Cách mạng Đảng năm 1929.
Quãng 1930 đến 1938, bà là giáo viên trường Tiểu học Tam Kỳ (Quảng Nam), sau đó theo lời khuyên của một bạn thân tên Nguyễn Thị Quang Thái, bà ra Hà Nội (Bắc Kỳ) học tú tài phần 1, trọ tại nhà bà Quang Thái.
Quãng năm 1940-1, do tình hình Hà Nội luôn bị phi cơ Mỹ tập kích hoàng quân Nhật Bản, bà quay lại Huế học tú tài phần 2 tại trường Quốc học Huế, trọ tại cư xá nữ sinh Đồng Khánh. Bà và em gái Nguyễn Khoa Diệu Vân nhiều lần bị cảnh sát bắt giam vào nhà lao Thừa Phủ vì tham gia biểu tình đòi thả chí sĩ Phan Bội Châu.
Năm 1943, bà được đứng lớp tại trường Nữ trung học Đồng Khánh.
Ngày 17 tháng 08 năm 1945, Nguyễn Khoa Diệu Hồng và Ngô Quang Châu với tư cách thành viên Việt Minh đã đọc lời hiệu triệu quần chúng tại Nhà hát Lớn Hà Nội. 
Tại lễ tuyên bố độc lập và thành lập Việt Nam Dân chủ Cộng hòa, bà được vinh dự đứng cầm ô che nắng cho Hồ chủ tịch.
Sau đó, bà tham gia công tác Hội Liên hiệp Phụ nữ Cứu quốc tại Việt Bắc với tư cách đảng viên Đảng Dân chủ Việt Nam.
Kể từ năm 1954, bà liên tục đảm nhiệm chủ tịch Hội Liên hiệp Phụ nữ Hà Nội, đồng thời trúng cử đại biểu quốc hội nhiều khóa đến khi nghỉ hưu.

## Gia đình
- Đặng Việt Châu: Phu quân, Chủ tịch Ủy ban Kháng chiến Khu 4
- Nguyễn Khoa Diệu Vân : Em gái